# She's in love
『She's in love』（シーズ・イン・ラブ）は、TWINZERの11枚目のシングル。

## 内容
約1年ぶりとなった本作は、TWINZER初のマキシシングル。カップリングに表題曲のリミックスとインスト的なテレビミックスを収録。

## 収録曲
1. She's in love
作詞・作曲：生沢佑一　編曲：TWINZER
2. To Love
作詞・作曲：生沢佑一　編曲：TWINZER
3. She's in love (Remix)
4. She's in love (TV MIX)

## 参加ミュージシャン
- 生沢佑一 - ボーカル
  - 五味孝氏（T-BOLAN） - ギター(#1)
  - 満園庄太郎 - ベース(#1, 2)
  - 黒瀬蛙一 - ドラム(#1, 2)